# Liste der technischen Denkmale im Erzgebirgskreis
Die Liste der technischen Denkmale im Erzgebirgskreis enthält die Technischen Denkmale im Erzgebirgskreis.
Diese Liste ist eine Teilliste der Liste der Kulturdenkmale in Sachsen.
Aufgrund der großen Anzahl von technischen Denkmalen ist die Liste aufgeteilt in die
- Liste der technischen Denkmale im Erzgebirgskreis (A–I)
- Liste der technischen Denkmale im Erzgebirgskreis (J–P)
- Liste der technischen Denkmale im Erzgebirgskreis (R–Z)